# St. Cyriakus (Zscherben)

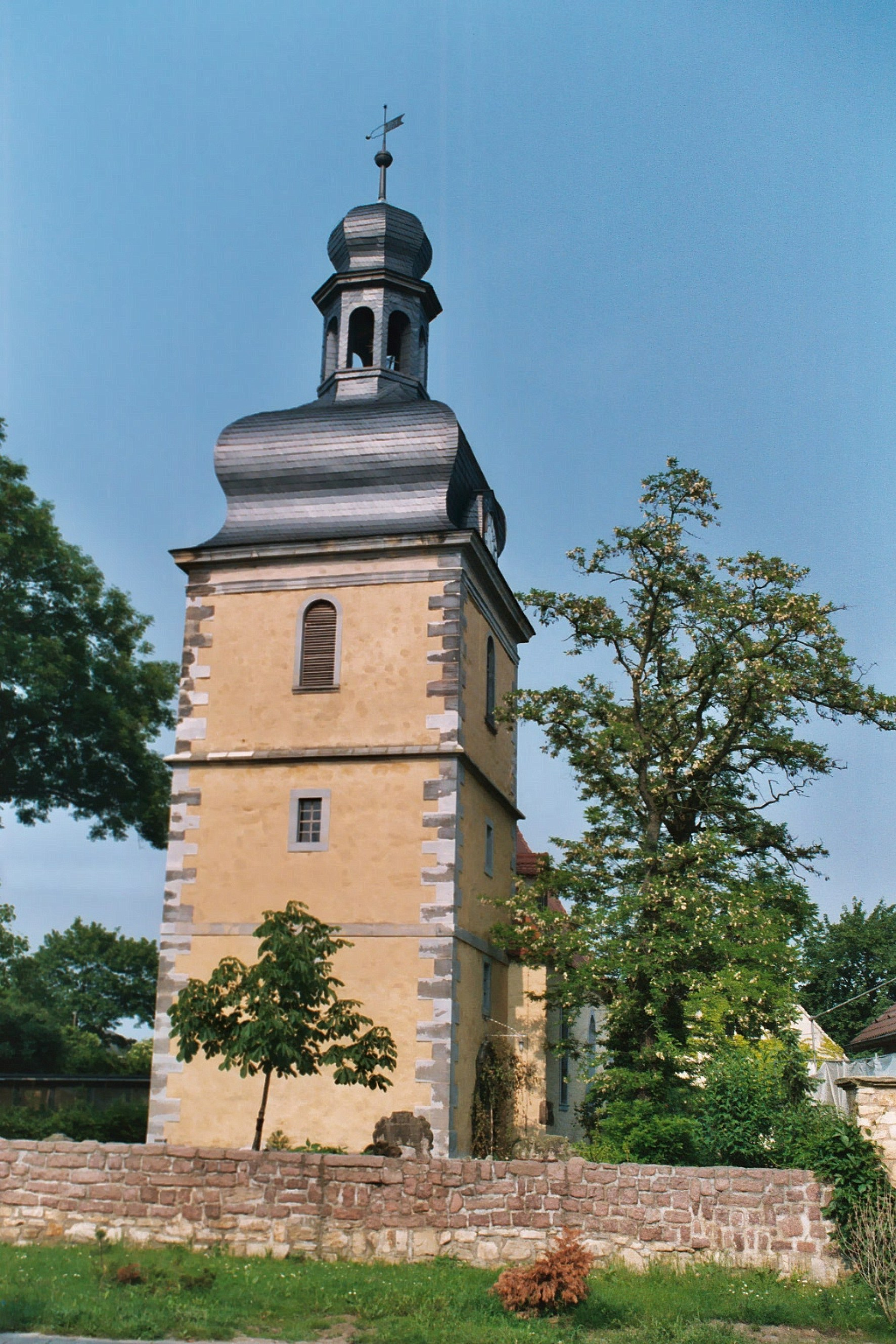
St. Cyriakus in Zscherben

St. Cyriakus ist eine denkmalgeschützte Kirche im Ort Zscherben der Gemeinde Teutschenthal in Sachsen-Anhalt. Im örtlichen Denkmalverzeichnis ist sie unter der Erfassungsnummer 094 55524 als Baudenkmal verzeichnet. Sie gehört zum Pfarrbereich Halle-Neustadt/Nietleben im Kirchenkreis Halle-Saalkreis der Evangelischen Kirche in Mitteldeutschland.

## Beschreibung
Das dem heiligen Cyriakus geweihte Sakralgebäude wurde im Jahr 1292 vom Deutschen Orden in Besitz genommen. Die Erhebung zur Pfarrkirche fand spätestens im 14. Jahrhundert statt. Das Gebäude ist von der Gotik, Chor- und Schiffsfenster, und vom Barock, Kirchturm, Südportal und Schiffsfenster der Nordseite, geprägt. Das Kirchenschiff entstand in der Zeit um 1500 und der Kirchturm um 1700. In der Südseite ist eine auf dem Kopf stehende Steinplatte eingemauert. Die Kirche ist als einschiffige Saalkirche mit quadratischem Westturm errichtet. Das Mauerwerk verfügt über Eckquaderungen und ist verputzt. Der Glockenturm wird von einer schiefergedeckten welschen Haube mit Laterne bekrönt. 
Das Innere wird durch eine barocke Innenausstattung dominiert. Der Kanzelaltar ist mit reichem Schnitzwerk versehen. Die Emporen sind hufeisenförmig und doppelgeschossig. Das Innere wird durch eine Tonnendecke überspannt.

## Orgel
Die Orgel, welche heute nur noch als Torso erhalten ist, wurde 1861 durch August Ferdinand Wäldner aus Halle geschaffen. Das mechanische Instrument besitzt zwei Manuale und elf Register. Heute ist es nur noch fragmentarisch erhalten und nicht spielbar.

## Glocken
Der massige Turm trägt zwei Glocken, welche beide von Hand zu läuten sind. Die größere wurde 1590 von Eckhart Kucher aus Erfurt gegossen, die kleinere 1926 von Christian Störmer, wiederum in Erfurt. Die Tonfolge ist g′ – d″.
In den Jahren 1991 bis 1993 wurde die Kirche durchgreifend restauriert.